# Julien Offray de La Mettrie
Pour les articles homonymes, voir Lamétrie.
Julien Jean Offray de La Mettrie, né à Saint-Malo le 19 décembre 1709 et mort le 11 novembre 1751 à Potsdam, est un médecin et philosophe matérialiste et empiriste français.
Médecin libertin, il défendit un matérialisme radical et refonda, après René Descartes, le mécanisme.

## Biographie
La Mettrie naît à Saint-Malo le 19 décembre 1709, de Julien Offray de La Mettrie, armateur et négociant, et de Marie Gaudron du Clos.
Il fait ses humanités au collège de Coutances. Destiné par son père à embrasser la carrière ecclésiastique, il suit les cours de logique de l’abbé Cordier, un ardent janséniste, au collège du Plessis, mais choisit l’année suivante d’arrêter la théologie pour devenir médecin. En 1728, il obtient le bonnet doctoral à la faculté de Rennes. En 1733, il se rend à Leyde, en Hollande, pour assister aux cours d’Herman Boerhaave et, en 1742, il retourne à Paris, où il obtient le poste de médecin du régiment des Gardes-Françaises. Se spécialisant dans les maladies vénériennes, il commence par publier des ouvrages sur des sujets médicaux. Pendant une attaque de fièvre, il remarque sur lui l’action de la circulation accélérée sur la pensée, ce qui le mène à la conclusion que les phénomènes psychiques doivent être représentés comme les effets de changements organiques dans le cerveau et le système nerveux.
Cette conclusion est exprimée dans son premier ouvrage philosophique L’Histoire naturelle de l’âme, publié en 1745. Il y défend des thèses matérialistes, provoquant un scandale qui lui fait perdre sa place de médecin des Gardes-Françaises. Le livre est condamné et brûlé publiquement par arrêt du Parlement en 1746. La Mettrie retourne à Leyde où il finit ses études, et y développe ses idées avec plus de vigueur et d’une façon plus complète, dans L’Homme Machine, 1747. À ce moment, l’animosité envers lui est telle qu’il est forcé de quitter Leyde. Il est alors accueilli par le roi de Prusse Frédéric II à Berlin, qui lui permet non seulement d’exercer en tant que médecin, mais lui obtient également un poste à l’Académie de Berlin. Il produit alors son œuvre majeure, Discours sur le bonheur, ce qui lui vaut d’être rejeté par les auteurs-clés des Lumières tels que Voltaire, Diderot ou d'Holbach, mais hautement estimé par le marquis de Sade.
En 1748, il devient membre de l'Académie royale des sciences et des lettres de Berlin.
En 1746, il a publié Politique du médecin de Machiavel et l'année suivante La Faculté vengée, comédie en trois actes, dans lesquels il a violemment critiqué Jean Bouilhac (1689-1769), premier médecin des Enfants de France à partir de 1732, et pendant vingt ans, nommé médecin du dauphin et de la dauphine par le roi Louis XV.
Il meurt le 11 novembre 1751 à Potsdam, après avoir mangé un pâté avarié.

### Mort

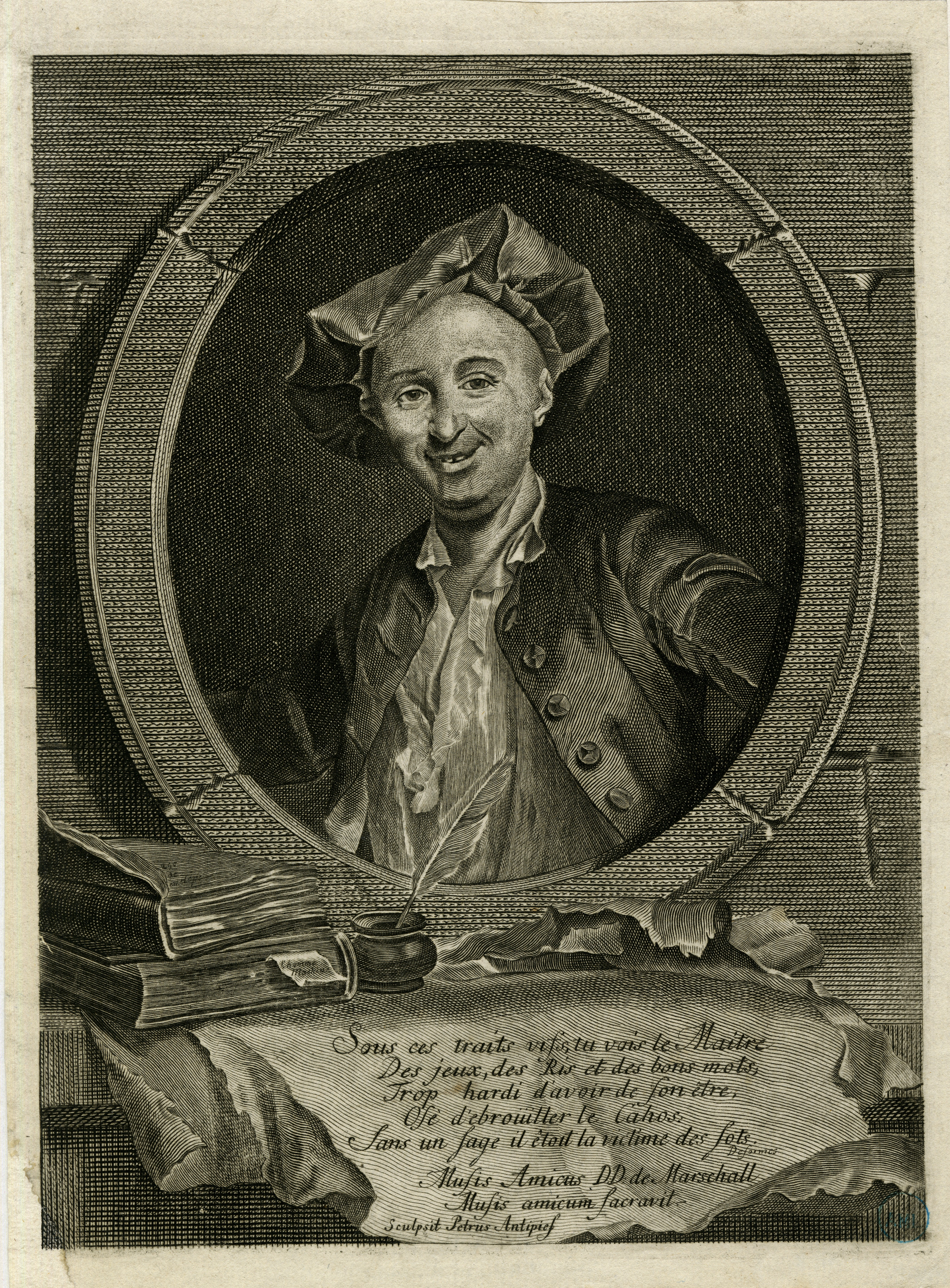
Gravure de Georg Friedrich Schmidt, première moitié du XVIIIe siècle.

Les plaisirs sensuels, célébrés par La Mettrie, lui furent fatals, puisqu’il mourut des suites d’une indigestion. Les détracteurs de la philosophie de La Mettrie utilisèrent sa mort pour déclarer que sa disparition précoce était la conséquence logique de sa sensualité athée.
L’ambassadeur du roi d'Angleterre, Tirconnel, très reconnaissant envers La Mettrie de l’avoir soigné d’une maladie, avait donné une fête en l'honneur de son médecin et pour fêter son rétablissement. La Mettrie, pour montrer sa gourmandise ou sa constitution robuste, dévora une grande quantité de pâté aux truffes. Le résultat fut qu’il développa une fièvre, fut gagné par le délire et mourut. Frédéric II de Prusse prononça son oraison funèbre et écrivit dans l’Éloge de la Mettrie :
« M. la Mettrie mourut dans la maison de mylord Tirconnel, ministre-plénipotentiaire du roi d'Angleterre, auquel il avoit rendu la vie. Il semble que la maladie, connoissant à qui elle avoit à faire, ait eu l’adresse de l’attaquer d’abord au cerveau, pour le terrasser plus sûrement : il prit une fièvre-chaude avec un délire violent : le malade fut obligé d’avoir recours à la science de ses collègues, et il n’y trouva pas la ressource qu’il avoit si souvent, et pour lui et pour le public, trouvée dans la sienne propre. »
Cependant, dans une lettre confidentielle destinée à la margravine de Bayreuth, Frédéric II écrivit : « Il était joyeux, un bon diable, un bon docteur, mais un très mauvais auteur. En n’ayant pas lu ses livres, on peut s’estimer très content. » Il mentionne ensuite que La Mettrie eut une indigestion due au pâté de faisan. Cependant, la cause réelle de sa mort fut vraisemblablement la saignée que La Mettrie s’était lui-même prescrite. Frédéric II assura que les médecins allemands rejetaient la pratique de la saignée, et La Mettrie essaya de leur prouver qu’ils avaient tort. Au moment de sa mort, il laissa une fille de 5 ans ainsi qu’une épouse, Louise-Charlotte Dréauno.
Ses Œuvres philosophiques furent publiées après sa mort en plusieurs éditions, respectivement à Londres, Berlin et Amsterdam.

## Pensée
Selon Bernard Graber, dans l’éloge de La Mettrie par Frédéric II de Prusse, La Mettrie pense que la philosophie des épicuriens est une philosophie libératrice. Les hommes doivent être libérés de la peur des dieux invisibles, qui causent la panique chez les êtres humains. Ces dieux ont des commandements divins qui sont obscurs et peuvent causer la peur aux humains.
Selon Bernard Graber, dans l’éloge de La Mettrie par Frédéric II de Prusse, La Mettrie se considère comme un vrai partisan de Descartes, celui qui est capable de tirer les conclusions logiques son instructeur. C’est pour cela que Frédéric II de Prusse l’a dit dans son éloge : « La Mettrie ne trouva que de la mécanique où d’autres avaient supposé une essence supérieure à la matière ».

### Homme Machine
La Mettrie considère que tous les philosophes passés se sont trompés par leurs raisonnements sur l’Homme a priori. Seule la méthode empirique lui paraît légitime.
L’esprit doit être considéré comme une suite de l’organisation sophistiquée de la matière dans le cerveau humain : l’homme n’est donc qu’un animal supérieur (comme l’automate de Vaucanson). Dans l'Homme Machine (1748), son livre le plus connu, il étend à l’homme le principe de l’animal-machine de Descartes et rejette par là toute forme de dualisme au profit d'un monisme. Son déterminisme mécaniste l’amène naturellement à rejeter toute idée de Dieu, même celui des panthéistes avec lequel il refuse de confondre la nature.

### Discours sur le bonheur
Son Discours sur le bonheur (aussi connu sous le titre Anti-Sénèque ou Le souverain bien, 1748), livre qu’il considérait comme son chef-d’œuvre, fit en revanche grand bruit en son temps et fut par la suite peu à peu oublié.
Ses principes éthiques sont exprimés dans le Discours sur le bonheur, La Volupté, et L’Art de jouir dans lesquels il vante les plaisirs des sens, et où la vertu est ramenée à la passion d'aimer.

## Reconnaissance
La Mettrie eut peu de succès de son vivant. Mais Sade le tenait pour un des esprits les plus clairvoyants. Voltaire, son grand rival auprès de Frédéric II, le considérait comme « dissolu, impudent, bouffon, flatteur… », Diderot comme « un auteur sans jugement », « un homme corrompu dans ses mœurs et ses opinions ». À sa mort, Frédéric II lui rendit hommage dans l’Éloge de la Mettrie. Rousseau, hypersensible, en fut profondément bouleversé, et évita toute sa vie d’évoquer le nom de La Mettrie ou de l’une de ses œuvres.
Au XIXe siècle, Friedrich-Albert Lange tenta de le réhabiliter.
Une allée porte son nom au jardin conservatoire du château de Soye à Plœmeur, dont son neveu Laurent Esnoul Deschateles était le propriétaire.

## Citations
- « Plaisir, ingrat plaisir, c’est donc ainsi que tu traites qui t’a tout sacrifié ! Si j’ai perdu mes jours dans la volupté, ah ! rendez-les-moi, Grands Dieux, pour les reperdre encore ! », L’Art de jouir.
- « Tout est plaisir pour un cœur voluptueux ; tout est roses, œillets, violettes dans le champ de la Nature. Sensible à tout, chaque beauté l’extasie ; chaque être inanimé lui parle, le réveille ; chaque être animé le remue ; chaque partie de la Création le remplit de volupté. », L’Art de jouir.

## Œuvres
- Traité du vertige (1737), lire en ligne sur Gallica
- Nouveau traité des maladies vénériennes (1739)
- Traité de la petite vérole (1740)
- Observations de médecine pratique (1743)
- L’Histoire naturelle de l’âme (1745), lire en ligne sur Gallica
- De la Volupté (1745)
- Politique du médecin de Machiavel, ou Le chemin de la fortune ouvert aux médecins . Ouvrage réduit en forme de conseils, par le Docteur Fum-Ho-Ham, & traduit sur l'original chinois, par un nouveau maître és arts de S.t Cosme. Premiere partie. Qui contient les portraits des plus célèbres médecins de Pékin (1746), lire en ligne sur Gallica
- La Facultée vengée, comédie en trois actes (1747) lire en ligne sur Gallica
- L'Homme Machine (1747), lire en ligne sur Gallica
- L'Homme-plante (1748), lire en ligne sur Gallica
- Ouvrage de Pénélope ou Machiavel en Médecine (2 tomes 1748 + 1 tome de suppléments 1750)
- Discours sur le bonheur (aussi connu sous le titre Anti-Sénèque ou Le souverain bien) (1748, 1750, 1751)
- Réflexions philosophiques sur l'origine des animaux (1750)
- Système d’Épicure (1750)
- Discours préliminaire (1750)
- Vénus métaphysique ou De l'origine de l'âme humaine (1751)
- L’Art de jouir (1751), lire en ligne sur Gallica
- Le Petit Homme à longue queue (1751)

#### Œuvres écrites par La Mettrie
- Œuvres philosophiques — Tome 1, 1737-1752, Fayard, 4 juin 1987  (ISBN 9782213018393) (BNF 34963354)
- Œuvres philosophiques — Tome 2, 1737-1752, Fayard, 4 juin 1987  (ISBN 9782213019833) (BNF 34963354)
- Ouvrage de Pénélope ou Machiavel en médecine, 1750, Fayard, 4 décembre 2002  (ISBN 9782213614489) (BNF 38938277)
- L’Homme machine, Gallimard, 14 mai 1999  (ISBN 9782070408788) (BNF 37040058)
- L’Homme machine, Fayard, 15 mars 2000  (ISBN 9782842054687)
- Œuvres philosophiques complètes, 1751, Coda, mai 2004  (ISBN 9782849670026) (BNF 39272357)
- De la volupté, Desjonquères, 23 août 1996  (ISBN 9782904227950)
- L’Art de jouir, Joseph K., 4 novembre 2011  (ISBN 9782910686611)
- L’Homme plus que machine, Rivages, 17 octobre 2003  (ISBN 9782743611750) (BNF 39159097)
- Sur le bonheur, Arche, 30 mai 2000  (ISBN 9782851814616)

#### Œuvres écrites à propos de La Mettrie
- (de) Othon-André Julian, Julien Offray de la Mettrie, BWV Berliner-Wissenschaft, 24 février 2004  (ISBN 9783830505587)
- (fr) Pierre Lemée, Une figure peu connue, Offray de La Mettrie (1709-1751), médecin, philosophe, polémiste Saint-Servan, 1925 (ASIN B0000DSSF5) (BNF 30785988)
- (fr) Pierre Lemée, Julien Offray de la Mettrie Mortainais, 1954 (ASIN B0000DWXQ1) (BNF 32370754)
- (fr) Xavier Mauméjean, La Vénus anatomique, Mnemos, 2004  (ISBN 2915159289)
- (fr) Simone Gougeaud-Arnaudeau, La Mettrie (1709-1751). Le matérialisme clinique. Suivi de Le chirurgien converti, L'Harmattan, 4 juillet 2008  (ISBN 978-2-296-06007-4) (BNF 41309244)
- (fr) Michel Onfray, Contre histoire de la philosophie — Tome 4 : Les ultras des lumières, Grasset, avril 2007  (ISBN 9782246689218)
- (fr) Sophie Audidière, Jean-Claude Bourdin, Jean-Marie Lardic, Francine Markovits, Yves Charles Zarka, Matérialistes français du XVIIIe siècle / La Mettrie, Helvétius, d'Holbach, PUF, 31 octobre 2006  (ISBN 9782130551713)
- (fr) Friedrich-Albert Lange, Histoire du Matérialisme, et critique de son importance à notre époque, 1886, Coda, 2004  (ISBN 2849670081)